# Dedenhausen
Dedenhausen is een plaats in de Duitse gemeente Uetze, deelstaat Nedersaksen, en telt, volgens een door de Duitse Wikipedia geraadpleegd artikel in een lokale krant, 871 inwoners (2021).
Aan de spoorlijn Berlijn - Lehrte ligt Station Dedenhausen, waar in beide richtingen ieder uur een stoptrein stopt.
Het buurtje met vakwerkhuisjes, aan de westkant van het dorp, rondom het kerkje en aan de Dedenhauser Bach, is schilderachtig.
Dedenhausen werd in 1301 voor het eerst in een document vermeld. De dorpelingen leven overwegend van de landbouw of, vanwege de fraaie omgeving, het toerisme.
Zie verder onder Uetze.

## Afbeeldingen

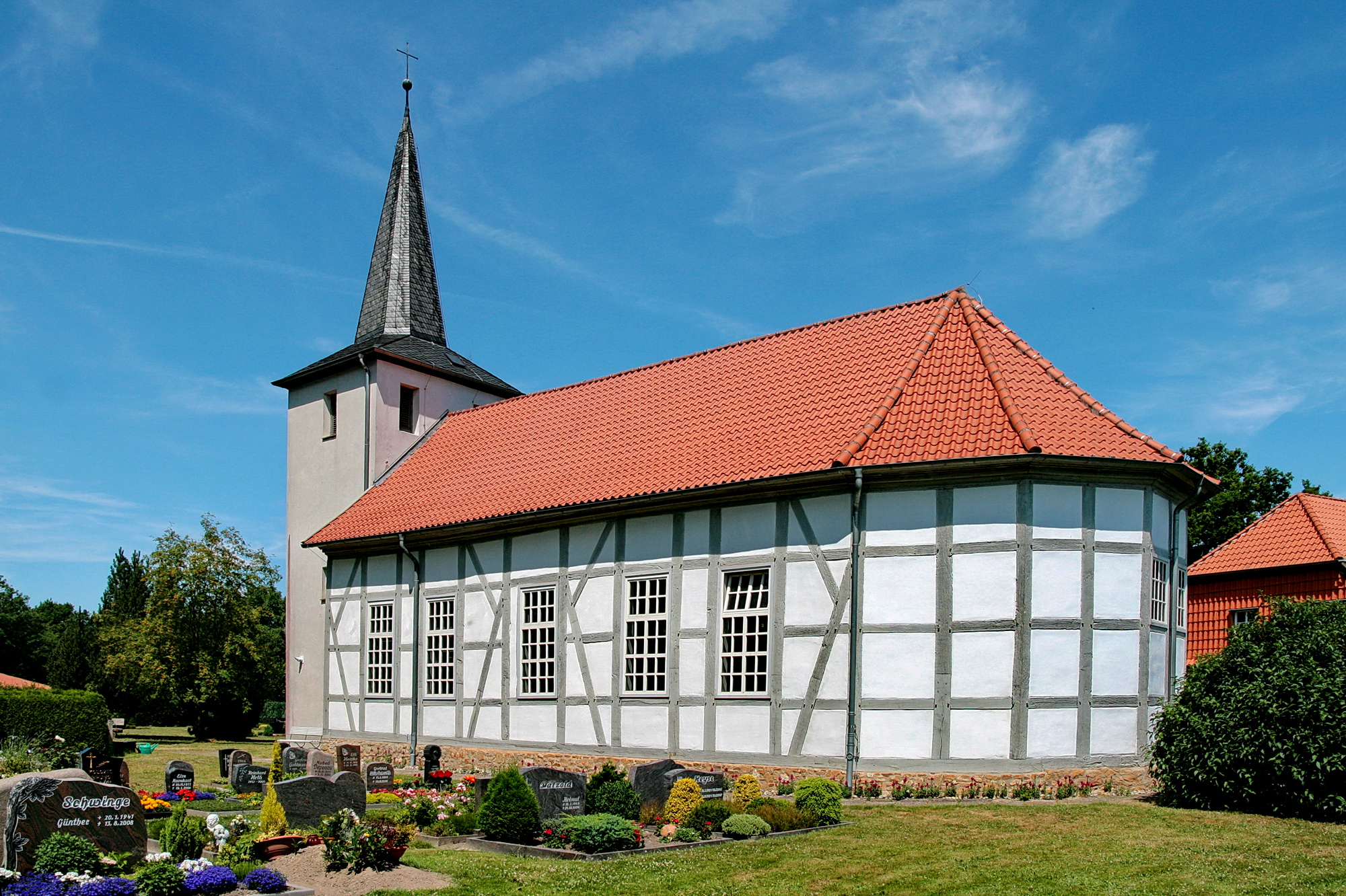
St. Urbanuskerk, Dedenhausen (1703)
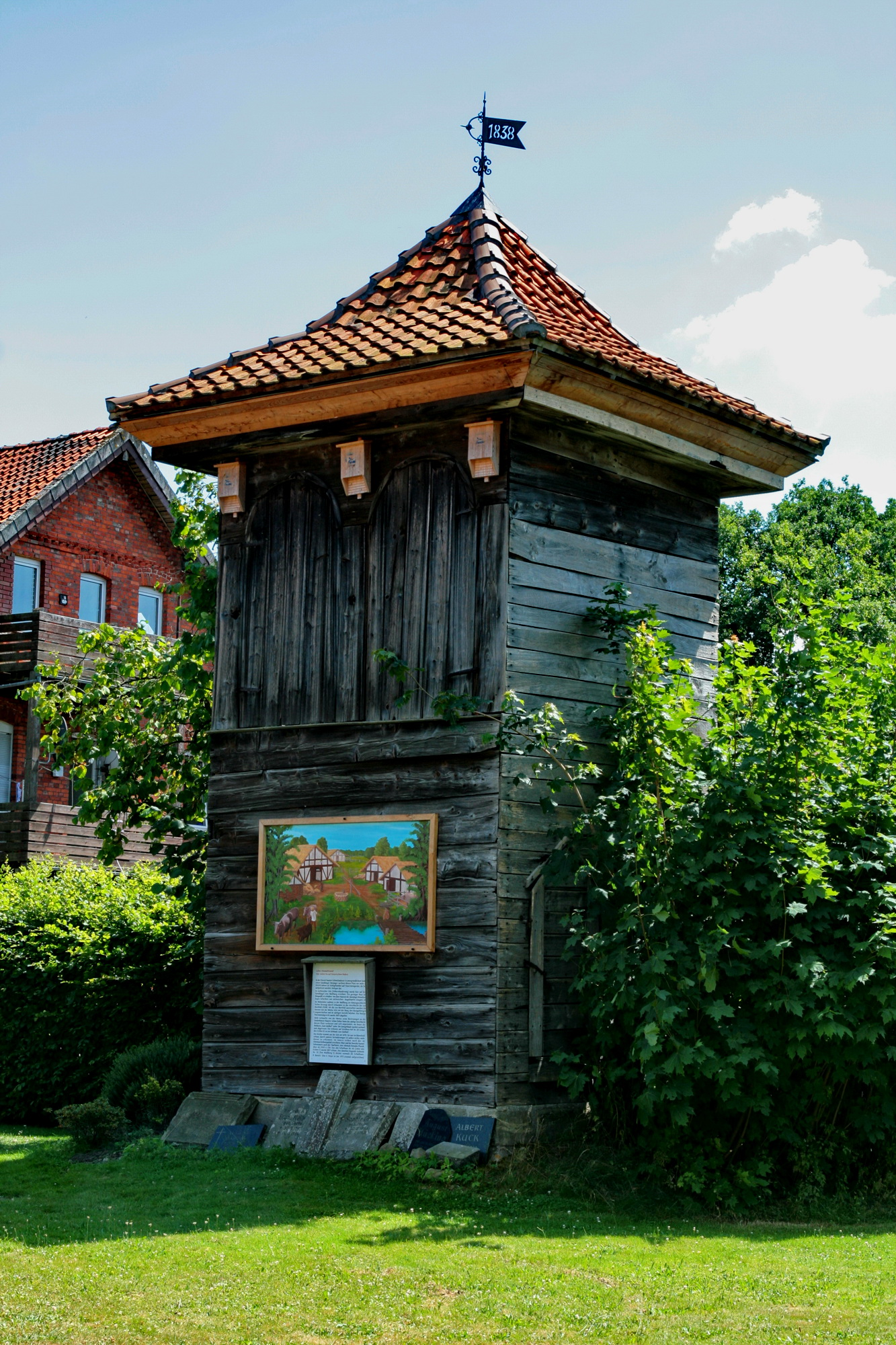
Voormalige klokkentoren (1838)
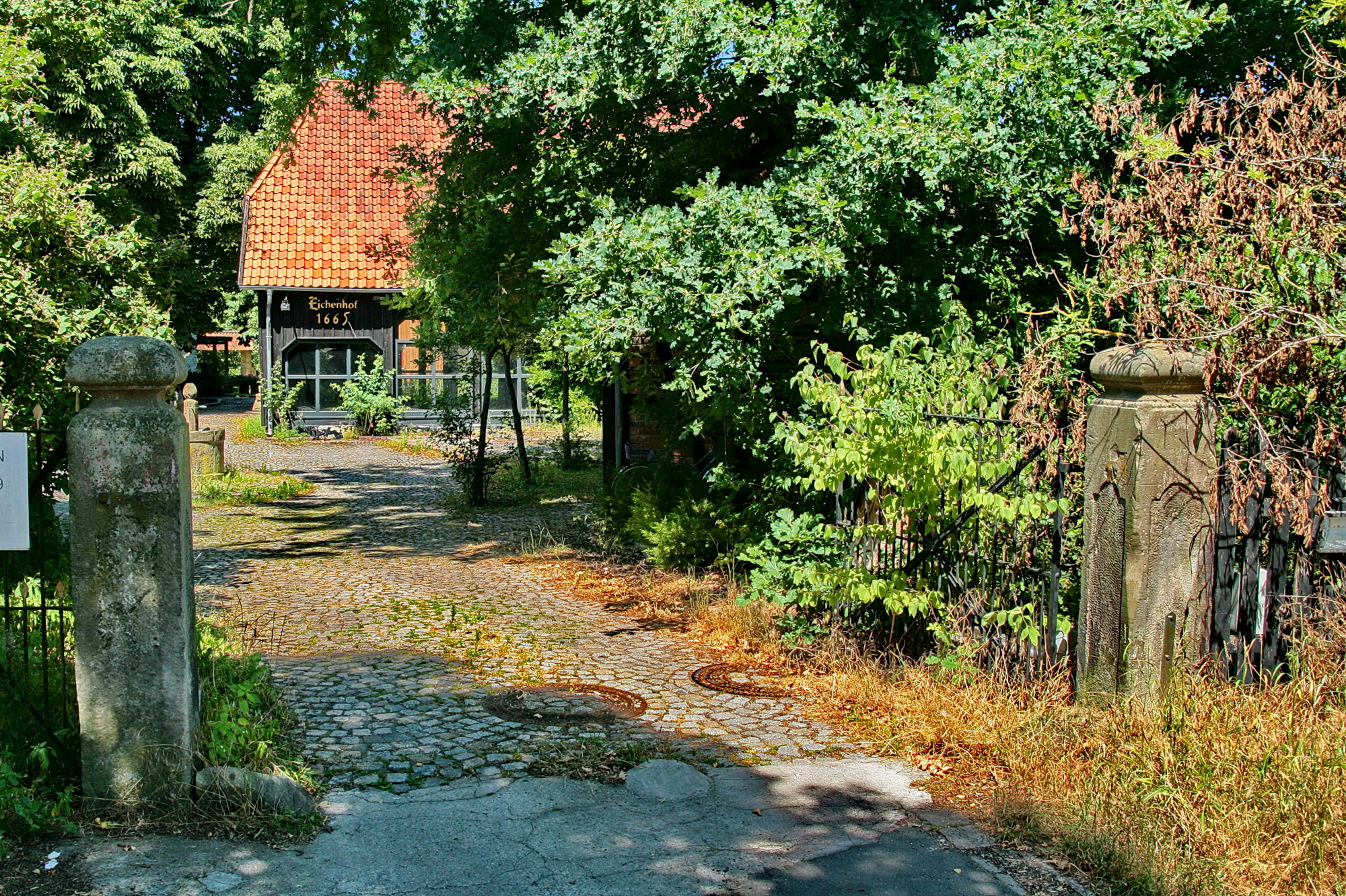
Eichenhof (1665)